# لانگنوتسندورف
لانگنوتسندورف (به آلمانی: Langenwetzendorf) یک شهر در آلمان است که در گرایتس واقع شده‌است. لانگنوتسندورف ۴٬۴۳۴ نفر جمعیت دارد.